# راي ماكالوم جونيور
راي ماكالوم جونيور (بالإنجليزية: Ray McCallum, Jr.)‏ مواليد 12 يونيو 1991 في ماديسون، هو لاعب كرة سلة محترف أمريكي بدأ مسيرته الاحترافية في سنة 2013 حيث تم اختياره من قبل فريق سكرامنتو كينغز خلال الدرافت. يبلغ طوله 6 قدم 3 بوصة (1.9 م).

## فرق لعب لها
- سكرامنتو كينغز
- سان أنطونيو سبرز
- ميمفيس غريزليس

## إحصائيات المسيرة

### الموسم الاعتيادي
| السنة   | الفريق         | لعب | بدأ | دقيقة | ميداني% | ثلاثية | حرة  | ارتداد | صنع | استلاب | تصدي | نقطة |
| ------- | -------------- | --- | --- | ----- | ------- | ------ | ---- | ------ | --- | ------ | ---- | ---- |
| 2013–14 | سكرامنتو كينغز | 45  | 10  | 19.9  | .377    | .373   | .744 | 1.8    | 2.7 | .5     | .2   | 6.2  |
| 2014–15 | سكرامنتو كينغز | 68  | 30  | 21.1  | .438    | .306   | .679 | 2.6    | 2.8 | .7     | .2   | 7.4  |
| المسيرة | المسيرة        | 113 | 40  | 20.6  | .414    | .329   | .701 | 2.3    | 2.7 | .6     | .2   | 6.9  |

## روابط خارجية
- راي ماكالوم جونيور على موقع الدوري الأوروبي لكرة السلة (الإنجليزية)
- راي ماكالوم جونيور على موقع إن بي أي (الإنجليزية)
- راي ماكالوم جونيور على موقع سبورتس رفرنس (الإنجليزية)
- راي ماكالوم جونيور على موقع الدوري الإسباني لكرة السلة (الإسبانية)
- راي ماكالوم جونيور على موقع كرة السلة الأوروبية.كوم (الإنجليزية)
- راي ماكالوم جونيور على موقع إي إس بي إن.كوم (الإنجليزية)
- راي ماكالوم جونيور على موقع كلية كرة السلة في سبورتس رفرنس.كوم (الإنجليزية)
- راي ماكالوم جونيور على موقع ريلجم (الإنجليزية)
- راي ماكالوم جونيور على موقع بروبوليرز (الإنجليزية)
- راي ماكالوم جونيور على موقع سبورتس رفرنس (الإنجليزية)